# Petite Soufrière Bay
Petite Soufrière Bay är en vik i Dominica.   Den ligger i parishen Saint David, i den sydöstra delen av landet, 17 km nordost om huvudstaden Roseau.